# Calamus simplicifolius
Calamus simplicifolius är en enhjärtbladig växtart som beskrevs av Chao Fen Wei. Calamus simplicifolius ingår i släktet Calamus och familjen Arecaceae. Inga underarter finns listade i Catalogue of Life.